# Râul Ciunca
Râul Ciunca sau Râul Plotunița este un curs de apă, afluent al râului Bahluieț. 